# Rivière Marquette Ouest
Pour les articles homonymes, voir Marquette.
La rivière Marquette Ouest est un affluent de la rivière Marquette, coulant dans le territoire non organisé du Lac-Ashuapmushuan, dans la municipalité régionale de comté (MRC) de Le Domaine-du-Roy, dans la région administrative du Saguenay–Lac-Saint-Jean, au Québec, au Canada.
Le cours de cette rivière est situé à l'Ouest de la Réserve faunique Ashuapmushuan. La foresterie constitue la principale activité économique de cette vallée ; les activités récréotouristiques, en second.
La route forestière R0212 (sens Est-Ouest) coupe la partie intermédiaire du cours de la rivière Marquette Ouest. La route 167 reliant Chibougamau à Saint-Félicien (Québec) passe du côté Nord-Est de la vallée de la rivière Normandin et du côté Nord-Est du lac Ashuapmushuan.

## Géographie
Les bassins versants voisins de la rivière Marquette Ouest sont :
- côté nord : lac Florimond, lac Poutrincourt, rivière Normandin, lac Nicabau ;
- côté est : rivière Marquette, ruisseau Arlequin, lac Ashuapmushuan, rivière de la Licorne ;
- côté sud : rivière Marquette, rivière Wabano Ouest, lac Baillairgé, ruisseau Berlinguet ;
- côté ouest : Petit lac Buade, lac Buade (rivière Normandin), rivière Normandin, rivière du Milieu (rivière Normandin).

À partir du lac Livaie (altitude : 480 m), dans le centre-nord de Lac-Ashuapmushuan, la rivière coule sur environ 60 km vers le nord-est en traversant le lac Palluau puis vers le nord-ouest jusqu'à la décharge du lac Duminy venant du sud puis jusqu'à la décharge (venant du sud-est) d'un ensemble de lacs dont Harnoy, Paladru et des Geais Bleus puis vers le nord en recueillant la décharge du lac Farley et celle du lac Pinette venant de l'ouest puis jusqu'à la décharge (venant du nord-ouest) des lacs Florimond, des Bardanes, Enneplon, Canny, Brezas, Méreuil et Saturnin puis vers l'est, en traversant quelques zones de marais, puis vers le sud-est jusqu'à la décharge (venant du sud) des lacs Cramans, Théophile et Obatau et Glisy puis en courbant vers le nord jusqu'à sa confluence avec la rivière Marquette. De là, le courant emprunte le cours de la rivière Marquette vers le nord-est jusqu'à son embouchure dans le lac Ashuapmushuan que le courant traverse vers le nord puis le courant emprunte le cours de la rivière Ashuapmushuan qui se déverse sur la rive Ouest du lac Saint-Jean à Saint-Félicien (Québec).

## Toponymie
Cet hydronyme évoque l'œuvre de vie de Jacques Marquette (Laon, France, 1637 – près de Luddington, Michigan, 1675). Il exerçait comme missionnaire jésuite et explorateur. Il étudia d'abord des langues amérindiennes, puis il se consacre à diverses missions notamment chez les Outaouais ; en 1671, il fonde la mission de Saint-Ignace, chez les Wendats (Hurons), sur la rive nord du détroit de Michillimakinac. En 1672, à cet endroit, il rencontre Louis Jolliet avec qui il atteindra la rivière Mississippi. Il explorera ce fleuve jusqu'à la frontière actuelle de l'Arkansas et de la Louisiane. Désireux de fonder une mission chez les Kaskaskias, au pays des Illinois, le père Marquette doit à regret y renoncer pour cause de maladie.
Le toponyme « Rivière Marquette Ouest » a été officialisé le 28 mars 1972 à la Commission de toponymie du Québec.